# 晒经乡 (西和县)
晒经乡，是中华人民共和国甘肃省陇南市西和县下辖的一个乡镇级行政单位。

## 行政区划
晒经乡下辖以下地区：
喻彭村、青崖村、韩马村、牛尾村、兰湾村、渭子沟村、大庄村、张河坝村、晒经村、黄庄村、刘家河村和朱山村。